# Rathaus (Hirschau)

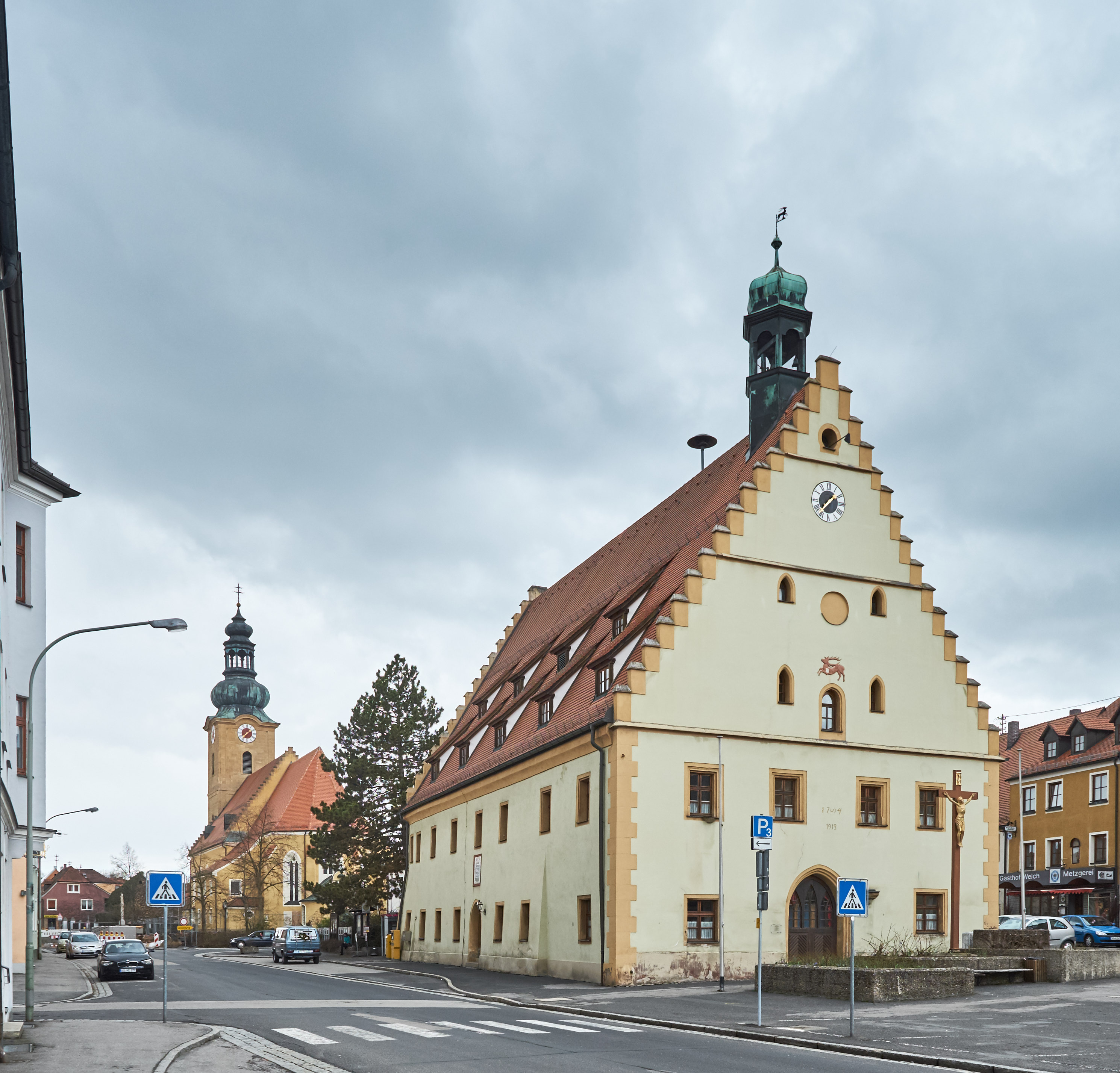
Rathaus in Hirschau

Das Rathaus in Hirschau, einer Stadt im Oberpfälzer Landkreis Amberg-Sulzbach in Bayern, wurde um 1490 errichtet und 1784 bzw. 1913 umgebaut. Das Rathaus am Rathausplatz 1, gegenüber der katholischen Pfarrkirche Mariä Himmelfahrt, ist ein geschütztes Baudenkmal. 
Der zweigeschossige verputzte Massivbau mit Satteldach, Treppengiebeln, offenem Dachreiter mit Zwiebelhaube hat profilierte Fenster- und Portalgewände aus Sandstein sowie eine Eckquaderung. Im Giebeldreieck ist eine Uhr eingebaut.
An der Ost- und Westseite ist das Wappen der Stadt in Form von Reliefs eines springenden Hirschen dargestellt.
An der Westseite des Rathauses wurde 1965 ein Gebäude abgebrochen, das ursprünglich als Kommunbrauhaus genutzt worden war. Zwischen Rathaus und dem Kommunbrauhaus verlief ein gewölbter Gang, den die Brauer als ihr Eigentum betrachteten und zubauten. In den 1930er Jahren wurde das Kommunbrauhaus als Unterkunft des freiwilligen Arbeitsdienstes, Versammlungssaal, Jugendheim und Kindergarten genutzt. Im oberen Stockwerk befanden sich zwei Schulsäle.
Vor dem Rathaus steht ein Missionskreuz mit gusseisernem vergoldeten Korpus Christi, das um 1853 geschaffen wurde.